# Aeroportul Internațional Gimpo
Aeroportul Internațional Gimpo (IATA: GMP, ICAO: RKSS) este un aeroport din Gangseo District⁠(d), Seul, Coreea de Sud ce deservește zona Seul. Aeroportul a fost tranzitat în 2022 de 24.524.065 de pasageri.
Situat la o altitudine de 18 m, aeroportul dispune de 2 piste. Este operat de Korea Airports Corporation⁠(d).

## Infrastructură

### Piste
Aeroportul dispune de 2 piste. Pista 14R/32L are suprafața de asfalt și dimensiunile 3.200 m × 60 m. Pista 14L/32R are suprafața de asfalt și dimensiunile 3.600 m × 45 m. 